# Версьне
Версне (пол. Wierśnie) — деревня в Сейненском повете Подляского воеводства Польши. Входит в состав гмины Гибы.

## География
Деревня расположена на северо-востоке Польши, на расстоянии приблизительно 11 километров к юго-западу от города Сейны, административного центра повета.

## История
В 1888 году в деревне проживало 97 человек. В этноконфессиональном отношении большинство население деревни составляли великоруссы-старообрядцы (92 человек), остальные — поляки-католики. В административном отношении деревня Версне входила в состав гмины Покровск Сейнского уезда Сувалкской губернии. По данным переписи 1921 года в деревне жили 95 человек. В 1941 году в результате соглашения о переселении немцев в Германию из Литовской ССР и русских, белорусов и литовцев из Сувалкской области в Литовскую ССР русское население деревни было переселенно в Литовскую ССР.
В период с 1975 по 1998 годы деревня Версне являлась частью Сувалкского воеводства.